# Hormônio peptídeo
Hormônios peptídeos e hormônios proteicos são hormônios cujas moléculas são peptídeos ou proteínas, respectivamente. Estes últimos têm cadeias de aminoácidos mais compridas do que os primeiros. Esses hormônios têm um efeito sobre o sistema endócrino de animais, incluindo os seres humanos. A maioria dos hormônios pode ser classificada tanto como hormônios baseados em aminoácidos (amina, peptídeo ou proteína) ou hormônios esteroides. Os primeiros são solúveis em água e agem na superfície das células-alvo através de segundos mensageiros; Os últimos, sendo lipossolúveis, movem-se através de membranas plasmáticas das células-alvo (ambas citoplasmáticas e nucleares) para atuar dentro de seus núcleos.
Como todos os peptídeos e proteínas, hormônios peptídeos e hormônios proteicos são sintetizados em células de aminoácidos de acordo com o mRNA transcrito, que são sintetizados a partir de modelos de DNA dentro do núcleo da célula. Pré-pró-hormônios, hormônios peptídeos precursores, são então processados em diversos estágios, tipicamente no retículo endoplasmático, incluindo a remoção do N-terminal da sequência de sinais e, por vezes, glicosilação, resultando em pró-hormônios. Os pró-hormônios são então embalados nas vesículas secretoras das fronteiras das membranas, que podem ser secretadas da célula por exocitose em resposta a um estímulo específico (e.g. um aumento de Ca2+ e concentração de cAMP no citoplasma).
Estes pró-hormônios muitas vezes contêm resíduos aminoácidos supérfluos que são necessários para enovelamento da molécula de hormônio em sua configuração ativa, mas não tem função uma vez que o hormônio se enovele. Endopeptídases específicos na célula fendem o pró-hormônio momentos antes dele ser liberado na corrente sanguínea, gerando a forma hormonal madura da molécula. Hormônios peptídeos maduros então viajam através do sangue para todas as células do corpo, onde elas interagem com determinados receptores nas superfícies de suas células-alvo.
Alguns neurotransmissores são secretados e liberados de uma maneira similar para hormônios peptídeos, e alguns "neuropeptídeos" podem ser usados como neurotransmissores no sistema nervoso em adição a agirem como hormônios quando liberados no sangue.
Quando um hormônio peptídeo se liga a um receptor na superfície da célula, um segundo mensageiro aparece no citoplasma, o que ativa a transdução de sinal, levando a respostas celulares..
Alguns hormônios peptídeos (angiotensina II, Factor de crescimento de fibroblastos básico-2, proteína relacionada ao hormônio paratiróide) também interagem com receptores intracelulares localizados no citoplasma ou núcleos por um mecanismo intracrino.

## Hormônios peptídeos notáveis
Muitos hormônios peptídeos importantes são secretados da glândula hipófise. A glândula adenoipófise secreta três: prolactina, que age nas glândulas mamárias; hormônio adrenocorticotrófico (ACTH), que age no córtex adrenal para regular a secreção de glucocorticoides; e o hormônio do crescimento, que age nos ossos, músculos, e no fígado. A glândula neuroipófise secreta hormônio antidiurético, também chamado vasopressina, e ocitocina. Hormônios peptídeos são produzidos por muitos órgãos e tecidos diferentes, incluindo o coração (peptídeo natriurético atrial (PNA) ou fator natriurético atrial (FNA)), pâncreas (glucagon, insulina e somatostatina), o trato gastrointestinal (colecistocinina, gastrina) e reservas de tecido adiposo (leptina).